# Rubens do Amaral

Rubens do Amaral, em imagem posada

Estanislau Rubens do Amaral (São Carlos, 14 de março de 1890 - São Paulo, 1964) foi um jornalista e escritor brasileiro. Ocupou a cadeira 9 da Academia Paulista de Letras. Foi pai do jornalista e escritor Péricles Arruda do Amaral. Também era primo da pintora Tarsila do Amaral e do poeta Amadeu Amaral.
Foi um dos fundadores do Diário da Noite, tendo, após a aquisição do jornal por Assis Chateaubriand, sido redator-chefe. Ocupou a mesma função no Diário de São Paulo e também foi diretor da Folha da Manhã até 1947.
Foi diretor e colunista do jornal Correio de S. Paulo, diário com notícias de posicionamento político liberal e regionalista. O jornal assumiu os ideais constitucionalistas e contra a ditadura presidida por Getúlio Vargas.
Foi eleito deputado estadual em São Paulo em 1947 e, depois, ocuparia o cargo de vereador na cidade de São Paulo por várias legislaturas, pela UDN.
A biblioteca municipal de Araçatuba chama-se Biblioteca Rubens do Amaral
Uma escola em São Paulo, capital, chama-se Escola Estadual Deputado Rubens do Amaral
Há uma rua Rubens do Amaral em São Paulo, capital e outra em Osasco - SP.

## Livros publicados
- União Soviética - Inferno Ou Paraiso? - Editora Martins - 1953, relatando semanas de permanência, como jornalista, na União Soviética no tempo da Guerra Fria[13]
- Os Cristãos e o Problema da Terra - editora: Anhembi - 1956
- Terra Roxa - Companhia Editora Nacional - 1934
- Luzes do Planalto - Conselho Estadual de Cultura, Comissão de Literatura - 1962[14]
- A Campanha Liberal - Soc. Imp. Paulista - 1930